# Odznaka honorowa „Za wzorową pracę w służbie zdrowia”
Odznaka honorowa „Za wzorową pracę w służbie zdrowia” – polskie odznaczenie resortowe w formie odznaki. Została ustanowiona uchwałą Rady Ministrów w dniu 18 lipca 1950 roku. Szczegółowe przepisy dotyczące sposobu przedstawiania wniosków oraz wyglądu odznaki określone zostały zarządzeniem Ministra Zdrowia z dnia 14 listopada 1950 roku.
Wygląd odznaki został całkowicie zmieniony uchwałą Rady Ministrów z dnia 5 marca 1986 roku, zmieniającą także w pewnym stopniu zasady jej nadawania, a nazwa została zmieniona z odznaka „Za wzorową pracę w służbie zdrowia”. Przepisy w sprawie ustanowienia odznaki obowiązywały do roku 2000.

## Odznaka wzoru 1950

### Wygląd odznaki
Odznaka wzoru z 1950 roku jest jednostopniowa, posiada wymiary 22,5 × 19 mm i wykonana jest z tombaku oksydowanego srebrem. Ma postać tarczy, po obu bokach której umieszczone są po trzy kłosy z żółtej emalii. Od dołu tarcza zakończona jest połową koła zębatego akcentowanego żółtą emalią. Na środku tarczy umieszczone jest okrągłe pole ze złocistożółtej emalii, na którym umieszczony jest pięcioramienny krzyż z czerwonej emalii, na którym znajduje się symbol medycyny (kielich opleciony wężem) oksydowany srebrem. W górnej części tarczy, powyżej okrągłego pola znajduje się wypukły napis ZA / WZOROWĄ / PRACĘ, a na kole zębatym wypukły napis umieszczony na zagłębionym polu W SŁUŻBIE ZDROWIA.
Pierwotny rysunek odznaki uległ w późniejszym okresie zmianom, tracąc nieco na delikatności – liczba kłosów po każdej stronie zmniejszona została z trzech do dwóch, uproszczony został krój czcionki napisu ZA / WZOROWĄ / PRACĘ i nieco pogrubiony został detal odznaki.
Odznaka wyposażona jest w mocowanie na śrubę lub agrafkę. Noszona była na prawej piersi, w zasadzie stale.

### Zasady nadawania
Odznaka nadawana była przez Ministra Zdrowia (później Ministra Zdrowia i Opieki Społecznej) w drodze zarządzenia, na koszt Skarbu Państwa z budżetu Ministerstwa Zdrowia (Ministerstwa Zdrowia i Opieki Społecznej), które prowadziło także ewidencję odznaczonych. Zarządzenie ogłaszane było w latach 1950–1956 w Monitorze Polskim, od 1 stycznia 1957 roku od praktyki tej odstąpiono, zaś zarządzenia o nadaniu odznaki miały być ogłaszane w sposób wybrany przez zakład pracy.
Według kryteriów z lat 1950–1986 odznaka nadawana być mogła obywatelom polskim zatrudnionym w służbie zdrowia, głównie fachowym pracownikom tejże (lekarzom, pielęgniarzom, sanitariuszom, pracownikom służby walki z epidemiami), którzy wyróżnili się przy wykonywaniu swych obowiązków, w szczególności w zakresie ochrony zdrowia mas pracujących, wykazując głęboką troskę o zachowanie lub przywrócenie obywatelom zdrowia i zdolności do pracy, podnoszenia poziomu zdrowotności i higieny kraju, szerzenia oświaty sanitarnej oraz fachowego i ideologicznego dokształcania kadr sanitarnych.
Osobom odznaczonym przysługiwały określone przywileje, takie jak pierwszeństwo w kierowaniu na kursy dokształcające i naukowe, obejmowaniu stanowisk w służbie zdrowia, przyjmowaniu do szkół medycznych oraz uzyskiwaniu stypendiów na odbycie specjalizacji.
Do występowania z wnioskami o nadanie odznaki uprawnieni byli kierownicy urzędów, instytucji oraz zakładów pracy, w których zatrudnieni byli pracownicy zasługujący na wyróżnienie, a także zarządy związków zawodowych oraz organizacji politycznych i społecznych. Każdy wniosek winien być zaopiniowany przez zakładową organizację związkową, zaś w przypadku jednostek podległym radom narodowym przez wydział zdrowia odpowiedniej rady narodowej oraz wydział zdrowia prezydium wojewódzkiej rady narodowej. Wnioski kierowników innych zakładów, instytucji i organizacji powinny być zaopiniowane przez wydział zdrowia prezydium wojewódzkiej rady narodowej. Wnioski dotyczące pracowników zatrudnionych na obszarze podległym Morskiemu Urzędowi Zdrowia opiniowane być miały przez portowe urzędy zdrowia i Morski Urząd Zdrowia.
W latach 1950–1965 wnioski o nadanie odznaki przedstawiane miały być Ministerstwu Zdrowia corocznie w terminach do 15 czerwca i 1 grudnia. W latach 1965–1986 wniosek złożony mógł być w dowolnym terminie, ale nie później niż cztery tygodnie przed planowaną datą odznaczenia.

### Wręczanie odznaki
W latach 1950–1965 odznaki wręczane były uroczyście dorocznie, w dniach 1 stycznia i 22 lipca przez kierownika zakładu pracy, w którym zatrudniony był odznaczony. Wraz z odznaką wręczana była legitymacja uprawniająca do noszenia odznaki, a fakt odznaczenia odnotowywany był w arkuszu ewidencyjnym odznaczonego.
W latach 1965–1986 odznaki wręczane być mogły w dowolnym terminie, a nie tylko dwa razy w roku, np. także w związku z jubileuszem pracy lub działalności pracownika, bądź też w związku z odznaczeniem pracownika za wybitne osiągnięcia.

### Odebranie odznaki
Odznaka mogła być odebrana zarządzeniem Ministra Zdrowia (w latach 1950–1956 ogłaszanym w Monitorze Polskim) w przypadku pozbawienia prawomocnym wyrokiem sądowym praw publicznych i obywatelskich praw honorowych, postępowania sprzecznego z interesem Polski Ludowej lub zachowania niegodnego pracownika służby zdrowia Polski Ludowej. W latach 1956–1986 zarządzenia o pozbawieniu odznaki miały być ogłaszane w sposób wybrany przez zakład pracy.

## Odznaka wzoru 1986

### Wygląd odznaki
Odznaka wzoru z 1986 roku jest jednostopniowa, posiada kształt kolistego medalu o średnicy 25 mm wykonanego z metalu koloru żółtego. Na obwodzie medalu wykonany jest wieniec ze stylizowanych liści laurowych w kolorze żółtym. Pośrodku wieńca na oksydowanym tle koloru czerwonego znajduje się obwiedzione na złoto koliste pole pokryte białą emalią, na którym umieszczony jest emaliowany na czerwono pięcioramienny krzyż, na środku którego znajduje się złota laska Eskulapa, symbol służby zdrowia. Wokół białego pola umieszczony jest złoty napis ZA WZOROWĄ PRACĘ W SŁUŻBIE ZDROWIA.
Odznaka posiada zapięcie agrafkowe. Noszona jest na prawej piersi.

### Zasady nadawania
Odznaka nadawana była przez Ministra Zdrowia i Opieki Społecznej na koszt budżetu centralnego, z części Ministerstwa Zdrowia i Opieki Społecznej, które prowadziło także ewidencję odznaczeń.
Odznaka wręczana była fachowym pracownikom służby zdrowia w uznaniu ich wieloletnich zasług i aktywnej pracy zawodowej, w szczególności w zakresie ochrony zdrowia ludności, poprawy warunków zdrowotnych i higienicznych kraju, szerzenia oświaty zdrowotnej lub kształcenia i podnoszenia kwalifikacji pracowników służby zdrowia i opieki społecznej.
Odznaki nadawane być mogły z własnej inicjatywy Ministra lub na wniosek głównego lekarza wojewódzkiego, rektora akademii medycznej, dyrektora jednostki badawczo-rozwojowej, przedsiębiorstwa państwowego, dla którego Minister był organem założycielskim, kierownika jednostki nadzorującej placówki służby zdrowia w innych resortach oraz organów statutowych organizacji zawodowych i społecznych. Wniosek o odznaczenie powinien być przedstawiony Ministrowi nie później niż na dwa miesiące przed planowanym terminem odznaczenia.

### Wręczanie odznaki
Odznaki wręczane były w sposób uroczysty, dorocznie z okazji Dnia Pracownika Służby Zdrowia (7 kwietnia) przez kierownika zakładu pracy, w którym zatrudniony był odznaczony. Wraz z odznaką wręczana była legitymacja uprawniająca do noszenia odznaki, a fakt odznaczenia odnotowywany był aktach osobowych odznaczonego.

### Odebranie odznaki
Odznaka mogła być odebrana przez Ministra w przypadku stwierdzenia, że nadanie odznaki nastąpiło na skutek wprowadzenia w błąd, lub że osoba odznaczona stała się niegodna jej posiadania.

## Zakończenie nadawania odznaki
Uchwała Rady Ministrów z dnia 5 marca 1986 roku w sprawie ustanowienia odznaki honorowej „Za wzorową pracę w służbie zdrowia” utraciła moc obowiązującą z dniem 1 lipca 2000 roku na podstawie art. 74 ustawy z dnia 21 stycznia 2000 roku o zmianie niektórych ustaw związanych z funkcjonowaniem administracji publicznej. W miejsce odznak „Za wzorową pracę w służbie zdrowia” oraz ustanowionej w 1986 roku odznaki „Za zasługi dla ochrony zdrowia” przyznawana jest obecnie odznaka honorowa „Za zasługi dla ochrony zdrowia”, ustanowiona rozporządzeniem Rady Ministrów z dnia 23 grudnia 2003 roku. Osoby odznaczone poprzednimi odznakami zachowują prawo do ich noszenia.